# Lions de la Colombie-Britannique
Les Lions de la Colombie-Britannique sont une équipe de football canadien de la Ligue canadienne de football, jouant dans la division Ouest. L'équipe joue ses matchs à Vancouver, au BC Place Stadium.

## Historique

### Origine des Lions
C'est en 1941 qu'un premier club de Vancouver, appelé les Grizzlies, se joint à la Western Interprovincial Football Union. Ils compilent une fiche de 1-7 lors de leur seule saison ; en effet la WIFU cesse ses opérations en 1942 à cause de la Deuxième Guerre mondiale, et les Grizzlies ne reviennent pas à la reprise des activités en 1946. 
En 1951, un groupe mené par Ken Stauffer et Tiny Radar s'organise en vue d'obtenir une franchise dans la WIFU. Aux assises annuelles de la ligue, on leur demande de revenir l'année suivante avec un dépôt de 25 000 dollars pour démontrer le sérieux de leur organisation. Un comité dirigé par Orville Burke et Harry Spring est mis en place et vend des parts à 20 dollars chacune.
L'année suivante, les représentants de Vancouver se présentent à la réunion de la ligue avec la somme convenue, mais les équipes de Winnipeg et de Regina votent contre l'admission d'un cinquième club. Les promoteurs de Vancouver continuent cependant leurs efforts. Le club est officiellement fondé en janvier 1953 et Arthur E. Mercer en est le premier président. Une délégation se rend à la réunion suivante de la ligue, et cette fois Vancouver est accepté conditionnellement, les conditions étant la construction d'un stade de 15 000 places, la vente de 6 500 billets de saison et la garantie du remboursement des dépenses de voyage des clubs visiteurs. La présentation à Vancouver des Jeux de l'Empire britannique en 1954 donne un bon coup de pouce au club, car cela signifie la construction d'un stade plus que convenable, le stade de l'Empire. 
Au printemps 1953, les Lions engagent comme premier entraîneur-chef Annis Stukus (en), qui avait précédemment occupé ce poste chez les Eskimos d'Edmonton. Cette même année, un concours populaire est lancé pour trouver un nom à l'équipe. Le nom retenu fut les Lions, en référence aux pics jumeaux, d'une altitude de 1 646 et de 1 606 m, qui sont visibles d'une grande partie de la région de Vancouver, et qu'une légende locale représente comme deux lions qui gardent la ville. Stukus décida de plus que l'équipe allait représenter l'ensemble de la province de Colombie-Britannique et non seulement Vancouver. Les couleurs orange et noir proviennent de celles du club Meraloma, qui avait été un des premiers à introduire dans les années 1920 le sport qui s'appelait alors rugby football à Vancouver.

### 1954-1960, les premières saisons
Les Lions commencent leur saison inaugurale de 1954 par une défaite de 22-0 en match présaison contre les Alouettes de Montréal le 11 août. Le premier match régulier a lieu le 28 août suivant et est aussi une défaite de 8-6 contre les Blue Bombers de Winnipeg. Au bout du compte les Lions terminent la saison avec une seule victoire contre 15 revers. La saison suivante ils font un peu mieux avec une fiche de 5-11. À la fin de la saison Annis Stukus est congédié et remplacé par son adjoint Clem Crowe. Les saisons 1956 et 1957 donnent un bilan de 6-10 et 4-11-1 respectivement, et la saison 1958 est encore moins bonne, les Lions n'obtenant que trois victoires. Crowe est remplacé par Danny Edwards comme entraîneur-chef, mais celui-ci est à son tour remplacé par Wayne Robinson pour la saison 1959. Cette saison est la meilleure du club depuis sa création, avec une fiche de 9-7, et les Lions participent aux éliminatoires pour la première fois ; ils sont cependant battus par les Eskimos d'Edmonton en demi-finale de l'Ouest. 

### 1961-1967, l'ère Dave Skrien
L'année 1961 est désastreuse alors que les Lions obtiennent une fiche d'une seule victoire en 16 matchs. Cependant deux événements de la saison auront un impact pour l'avenir. À la mi-saison l'entraîneur Wayne Robinson est congédié et remplacé par son adjoint Dave Skrien, et les Lions obtiennent le quart-arrière Joe Kapp des Stampeders de Calgary en échange de quatre joueurs. L'amélioration se fait sentir dès l'année suivante avec une fiche de 7-9. En 1963, l'atmosphère est à l'optimisme. Les Lions présentent une équipe expérimentée menée par Kapp et le porteur de ballon Willie Fleming. Leur saison de 12-4 leur procure leur premier championnat de la division Ouest, et ils se rendent à la finale de la coupe Grey, qu'ils perdent cependant 21-10 contre les Tiger-Cats de Hamilton. 
L'année suivante, les Lions remportent encore le championnat de leur division, puis accèdent à leur second match de la coupe Grey de suite. Cette fois, menés par Kapp, Fleming et Bill Munsey, les Lions prennent leur revanche sur les Tiger-Cats en les battant 34-24, remportant ainsi la première coupe Grey de leur histoire.
Malgré ce succès, les Lions ne réussissent pas à conserver une fiche gagnante, et ils manquent les séries éliminatoires les trois saisons suivantes, avec des fiches de 6, 5 puis 3 victoires. Le directeur-général Herb Capozzi est congédié en 1966, et son remplaçant Denny Vietch renvoie à son tour l'entraîneur Dave Skrien en 1967.

### 1968-1976, carrousel d'entraîneurs
Durant les neuf années suivantes, les Lions voient se succéder cinq entraîneurs-chef et se qualifient pour les séries éliminatoires seulement trois fois, perdant à chaque fois la demi-finale de l'Ouest. Le légendaire Jackie Parker est engagé comme entraîneur en 1969, puis devient directeur-général en 1971 et conserve ce poste jusqu'en 1975. À travers cette époque peu reluisante, quelques joueurs récoltent des honneurs individuels de la LCF : Jim Young (1970 et 1972) comme joueur canadien par excellence, Ray Nettles (1973) comme joueur de ligne par excellence, John Sciarra (1976) comme recrue par excellence et Bill Baker (1976) comme joueur défensif par excellence.

### 1977-1982, l'ère Vic Rapp
Après la saison 1976, l'équipe d’entraîneurs est remplacée au complet, le nouvel entraîneur-chef étant Vic Rapp (en), jusque-là assistant à Edmonton. La saison 1977, avec une fiche de 10-6, est la première avec une fiche gagnante depuis celle de la coupe Grey en 1964. Les Lions battent Winnipeg en demi-finale de l'Ouest, mais échouent en finale 38-1 à Edmonton. Deux Lions obtiennent des honneurs de la ligue : Leon Bright comme meilleure recrue, et Al Wilson comme meilleur joueur de ligne offensive.
En 1978, une saison de 7-7-2 ne permet pas à l'équipe de participer aux séries. La saison suivante, le quart-arrière vedette Jerry Tagge (en) subit une blessure au genou qui met fin à sa carrière, et le jeune Joe Paopao (en) prend la relève. Les Lions perdent en demi-finale de l'Ouest. En 1980, l'équipe ne se rend pas aux séries éliminatoires ; par contre, la décision est prise de construire un nouveau stade couvert à Vancouver, car l'état du stade de l'Empire commence à nuire au club. De plus, Roy Dewalt (en), qui deviendra une vedette au poste de quart au cours des années suivantes, fait ses débuts à Vancouver. La saison 1981 permet aux Lions de revenir dans les séries avec une troisième place, et même de se rendre en finale de l'Ouest après avoir battu Winnipeg, pour cependant plier devant Edmonton.
Le receveur éloigné Mervyn Fernandez (en) débute en 1982. Cependant cette saison des Lions est plutôt décevante, car malgré une fiche de 9-7, ils ne participent pas aux séries. L'entraîneur-chef Vic Rapp et toute son équipe sont congédiés à la fin de la saison.

### 1983-1987, l'époque de Don Matthews
L'ancien entraîneur de la défensive des Eskimos d'Edmonton, Don Matthews, est engagé comme entraîneur-chef en 1983. Cette année-là, les Lions emménagent également dans leur nouveau stade, le BC Place Stadium. La saison est leur meilleure jusque-là, avec 11 victoires contre 5 défaites. Ils gagnent le championnat de leur division puis se rendent jusqu'en finale de la coupe Grey pour la première fois depuis 19 ans, pour cependant être battus de justesse à domicile par les Argonauts de Toronto 18-17.
La saison suivante les Lions terminent encore une fois en tête de l'Ouest avec une fiche encore meilleure de 12-3-1, mais la blessure au quart Roy Dewalt vers la fin de la saison les handicape, et ils s'inclinent contre Winnipeg en finale de l'Ouest. 1985 est encore une meilleure saison avec une fiche de 13-3, et grâce à une victoire-revanche de 42-22 contre Winnipeg en finale de l'Ouest, les Lions se rendent une fois de plus en finale de la coupe Grey. Cette fois, au Stade olympique de Montréal, ils vainquent les Tiger-Cats de Hamilton 37-24 pour remporter le deuxième championnat de leur histoire. Les héros de ce match sont le quart-arrière Roy Dewalt (en), le receveur de passes Ned Armour et le botteur de précision Lui Passaglia (en). Plusieurs honneurs individuels reviennent aussi aux Lions, notamment le trophée Annis-Stukus (en) pour l'entraîneur de l'année de la LCF (Matthews), le joueur par excellence de la ligue (Mervyn Fernandez), et la recrue de l'année (Mike Gray).
En 1986, une fiche de 12-6 leur permet de participer aux séries éliminatoires, mais les Lions s'inclinent devant les Eskimos en finale de l'Ouest. Puis en 1987, un bon début de saison fut suivi par une période creuse, au cours de laquelle Don Matthews est congédié par le directeur-gérant Joe Galat et remplacé par Larry Donovan. Les Lions rebondissent et finissent la saison régulière premiers, mais s'inclinent en finale de l'Ouest, encore une fois devant les Eskimos.

### 1988-1992, des résultats décevants
La saison 1988 voit les Lions terminer en troisième place de la division Ouest, mais cependant battre leurs adversaires en éliminatoires pour arriver en finale de la coupe Grey. Le nouveau quart-arrière vedette des Lions, Matt Dunigan, voit une de ses passes interceptée à la fin du match et les Blue Bombers de Winnipeg vainquent les Lions 22-21. Le receveur éloigné David Williams (en) est choisi le meilleur joueur de la ligue. La saison suivante, un mauvais début de saison amène le congédiement de Larry Donovan et son remplacement par le directeur-gérant Joe Galat. Avec une fiche de 7-11, les Lions finissent derniers et manquent les séries. 
Les Lions sont achetés en septembre 1989 par Murray Pezim. Lors de la saison 1990, celui-ci apporte de nombreux changements, dont la nomination de Joe Kapp comme directeur-gérant et Lary Kuharich comme entraîneur-chef; ceux-ci ne termineront cependant pas la saison, remplacés aux deux postes par Bob O'Billovich. Le quart-arrière vedette Doug Flutie se joint également aux Lions. La saison se termine cependant par un bilan décevant de 6-11, et pour une seconde fois par la dernière place. En 1991, les résultats sont meilleurs, mais malgré une fiche de 11-7 les Lions doivent se contenter de la troisième place dans une lutte serrée, et s'inclinent dès la demi-finale contre Calgary. Doug Flutie est nommé joueur par excellence de la ligue, Jon Volpe (en) est la recrue de l'année et Jim Mills (en), pour la deuxième année de suite, est le meilleur joueur de ligne offensive. 
En 1992, Doug Flutie n'est plus avec les Lions, et on compte sur Danny Barrett pour lui succéder. Cependant la saison est désastreuse avec seulement 3 victoires contre 15 défaites, et de plus le propriétaire Murray Pezim déclare faillite et l'équipe est reprise par la ligue, avant d'être vendue à l'homme d'affaires Bill Comrie. À la fin de la saison, l'entraîneur-chef Bob O'Billovich est congédié et le nouveau directeur-général Eric Tillman nomme Dave Ritchie pour diriger l'équipe.

### 1993-1995, Tillman, Ritchie et une coupe Grey
Les deux nouveaux dirigeants des Lions embauchent plusieurs joueurs vétérans ainsi que des recrues prometteuses, et la première partie de la saison 1993 est encourageante, puisque la fiche de l'équipe est de 8-3 à la mi-septembre. Le reste de la saison va moins bien cependant, et les Lions s'inclinent  contre Calgary en demi-finale de l'Ouest. 
En 1994, les Lions comptent entre autres sur les quarts-arrières Kent Austin et Danny McManus, sur le demi offensif Cory Philpot ainsi que sur le receveur de passes Darren Flutie. Une saison de 11-6-1 leur donne la troisième place de l'Ouest. Leur match de demi-finale les oppose aux Eskimos d'Edmonton. Une interception tard dans le quatrième quart permet aux Lions de revenir de l'arrière et de remporter le match 24-23 sur un botté de placement de Lui Passaglia. La semaine suivante la finale de l'Ouest contre Calgary est mémorable : avec deux minutes à jouer et sous la neige, les Lions bloquent un placement des Stampeders et, avec une série de passes, traversent le terrain pour finalement marquer un touché sur une passe de McManus à Darren Flutie alors qu'il ne reste que 2 secondes au match. Les Lions l'emportent 37-36 et se rendent au match de la coupe Grey pour la sixième fois de leur histoire. Ce match les oppose au Baltimore Football Club, une équipe de l'expansion américaine de la LCF. La première demie est à l'avantage de Baltimore, mais les Lions reviennent de l'arrière et l'emportent 26-23 grâce à un placement de Passaglia alors que le temps est écoulé. L'équipe de Vancouver remporte ainsi sa troisième coupe Grey.
Après ce succès, les Lions obtiennent une fiche de 10-8 en 1995 et s'inclinent dès la demi-finale contre Edmonton.

### 1996-2002, les années Damon Allen
1996 est une année agitée pour les Lions, autant sur le terrain que dans les coulisses. L'ancien quart-arrière de l'équipe Joe Paopao remplace Dave Ritchie comme entraîneur-chef, et le 11 mars, l'équipe est vendue à un groupe d'investisseurs locaux menés par Nelson Skalbania et Michael Jensen. Le contrôle exercé par ce groupe est éphémère, puisque l'équipe retombe en faillite et est administrée par la ligue comme en 1992. Le sénateur et homme d'affaires David Braley rachète l'équipe à la fin d'octobre ; il en est toujours propriétaire courant 2018.
Du côté sportif, la saison est difficile avec une fiche de 5-13 et la dernière position. Le point le plus positif est l'arrivée du quart-arrière d'expérience Damon Allen, déjà trois fois champion de la coupe Grey.
En 1997, autre changement d'entraîneur-chef alors que Joe Paopao est remplacé par Adam Rita. Malgré leur quatrième position dans l'Ouest, les Lions participent quand même aux éliminatoires car leur fiche de 8-10 est meilleure que la fiche de l'équipe de troisième position dans l'Est, soit les Blue Bombers de Winnipeg avec 4-14. Il s'agit de la règle du croisement. Ils échouent cependant en demi-finale contre Montréal. La saison suivante commence plutôt mal, et Adam Rita cède son poste d'entraîneur-chef à Greg Mohns ; l'équipe se ressaisit mais échoue une fois de plus en demi-finale. En 1999, Mohns mène son équipe à une magnifique saison de 13-5, leur meilleure depuis 1985, mais en finale de l'Ouest, très serrée, les Stampeders ont le dessus sur les Lions.
En 2000, l'équipe de Colombie-Britannique connaît une saison en dents de scie. Greg Mohns démissionne à la mi-saison et est remplacé par Steve Buratto. Damon Allen est tout de même dominant au poste de quart-arrière, étant meneur de la ligue pour les verges gagnées par la passe. Leur fiche de 8-10 les classe en troisième position, mais les Lions vainquent Edmonton en demi-finale et Calgary en finale pour se rendre à la finale de la coupe Grey, qu'ils remportent 28-26 dans un match enlevant contre les Alouettes de Montréal. Il s'agit aussi d'un couronnement approprié pour la carrière de Lui Passaglia (en), botteur de précision des Lions depuis 25 ans et détenteur, entre autres, des records de la LCF pour le nombre de matchs joués et le nombre de points marqués.
La saison 2001 est moins brillante pour Allen, et avec une fiche de 8-10 les Lions se rendent aux éliminatoires mais perdent immédiatement contre Calgary. L'année suivante, une fiche de 10-8 mène au même résultat puisque Winnipeg bat les Lions en demi-finale. 2002 est également marqué par le retour d'Adam Rita aux commandes de l'équipe, bien que pour cette saison seulement, et par le départ de Damon Allen pour Toronto au terme de la saison. De plus, pour la quatrième fois en cinq ans, un joueur des Lions est nommé recrue de l'année dans la LCF : Steve Muhammad en 1998, Paul Lacoste (en) en 1999, Barrin Simpson (en) en 2001 et Jason Clermont (en) en 2002. Frank Cutolo (en) ajoutera un autre titre l'année suivante.

### 2003-2011, le règne de Wally Buono
L'ancien joueur des Alouettes Wally Buono, ayant déjà 13 saisons comme entraîneur-chef à Calgary, est engagé pour diriger les Lions en plus d'être directeur-gérant. Pour la première saison de Buono, les Lions jouent contre Toronto en demi-finale de l'Est selon la règle du croisement, mais sont battus. 2004 est une saison réussie avec une fiche de 13-5, et les Lions affrontent Toronto en finale de la coupe Grey, qu'ils perdent cependant 27-19. 
En 2005, deux quarts-arrières de qualité, Casey Printers et Dave Dickenson, se font la lutte pour le rôle de partant. La saison se termine par une défaite en finale de l'Ouest contre Edmonton. La saison 2006 commence lentement, mais une bonne seconde moitié, avec l'aide des exploits du receveur de passes Geroy Simon, permet aux Lions d'obtenir la première position avec une fiche de 13-5. Le club se rend à la finale de la coupe Grey contre Montréal, et met la main sur le trophée par une victoire de 25-14. Des joueurs des Lions raflent les cinq principaux honneurs individuels de la LCF cette année-là : Geroy Simon est le joueur par excellence, Brent Johnson (en) le meilleur Canadien et le meilleur joueur défensif, Rob Murphy (en) le meilleur joueur de ligne offensive, et Aaron Hunt la meilleure recrue. 
La saison 2007 voit les Lions obtenir la première position dans l'Ouest pour la quatrième année de suite. Cependant l'espoir de remporter une seconde coupe Grey de suite disparaît avec une défaite contre la Saskatchewan en finale de l'Ouest. En 2008 l'équipe est de nouveau défaite en finale de l'Ouest, cette fois par Calgary. Cameron Wake, pour la deuxième année de suite, est nommé meilleur joueur défensif de la ligue.
2009 est une année plus difficile, entre autres à cause du départ de plusieurs joueurs et de nombreuses blessures aux quarts-arrières de l'équipe. Même s'ils terminent en quatrième place, les Lions participent aux éliminatoires en vertu de la règle du croisement. Ils vainquent Hamilton en demi-finale mais s'inclinent face aux Alouettes en finale de l'Est.
Pour la saison 2010 et une partie de la suivante, les Lions doivent jouer leurs matchs locaux dans un stade temporaire, le Empire Field, pendant que le toit du BC Place Stadium est reconstruit. La saison est moyenne, soldée par une fiche de 8-10, et l'équipe ne passe pas l'étape de la demi-finale. 
2011, par contre, est une saison mémorable, alors que les Lions surmontent une série de cinq défaites consécutives en début de saison, pour ensuite remporter 11 de leurs 13 matchs suivants et terminer en tête de la division Ouest. Ils vainquent ensuite les Eskimos d'Edmonton en finale, puis les Blue Bombers de Winnipeg au match de la coupe Grey, remportant pour la sixième fois le trophée ultime du football canadien. Le quart-arrière Travis Lulay est choisi joueur par excellence de la ligue ainsi que joueur par excellence du match de la coupe Grey. Peu après, Wally Buono annonce qu'il abandonne le poste d'entraîneur-chef pour se concentrer sur les fonctions de vice-président et directeur-général.

### 2012 à 2020
Le successeur de Wally Buono comme entraîneur-chef pour 2012 est Mike Benevides (en). Les Lions terminent une fois de plus en tête de leur division, mais échouent en finale contre Calgary. Jovan Olafioye (en) est choisi meilleur joueur de ligne offensive de la ligue. La saison suivante est plus difficile, et les Lions sont éliminées en demi-finale. La saison 2014 se termine avec une fiche de 9-9, et les Lions sont éliminés une autre fois en demi-finale. Benevides est congédié à l'issue de la saison, mais en revanche le secondeur Solomon Elimimian est choisi meilleur joueur défensif et joueur par excellence de la LCF. 
Le nouvel entraîneur en 2015 est Jeff Tedford (en), mais son unique année à la tête des Lions se solde par une fiche de 7-11 et la troisième place. Adam Bighill (en) est le meilleur joueur défensif de la ligue. C'est Wally Buono qui reprend les rênes de l'équipe en 2016, en plus de rester directeur général. Il mène les Lions à une fiche de 12-6, mais le club est battu par Calgary en finale de l'Ouest. Solomon Elimimian succède à son coéquipier Bighill comme joueur défensif par excellence de la ligue. La saison qui suit est difficile, avec une fiche de 7-11 et la dernière place de l'Ouest. La saison 2018, avec une fiche de 9-9, n'est guère meilleure. DeVone Claybrooks (en) est le nouvel entraîneur-chef en 2019, mais son unique saison à la barre du club est désastreuse et les Lions ratent les matchs éliminatoires avec une fiche de 5-13.

### Depuis 2021
Après la pause forcée de 2020 due à la pandémie de Covid-19, Les Lions reviennent avec un nouvel entraîneur-chef, Rick Campbell, et un nouveau propriétaire, Amar Doman. Si la saison 2021 est à peine meilleure que 2019, 2022 montre un retour en grande forme, en particulier grâce au nouveau quart-arrière Nathan Rourke, nommé meilleur joueur canadien de la saison. En 2022 et 2023 les Lions se rendent en finale de l'Ouest où ils sont battus les deux fois par Winnipeg. Après une saison 2024 mitigée, Campbell est congédié et Buck Pierce (en) est annoncé comme nouvel entraîneur-chef.
En 2021 Boseko Lokombo (en) est le joueur canadien par excellence de la ligue et Jordan Williams (en) la recrue de l'année, tandis qu'en 2023 Mathieu Betts (en) est choisi meilleur joueur défensif.
Le 15 février 2022, les Lions deviennent la première équipe de la ligue à embaucher un entraîneuse à temps plein, avec la nomination de Tanya Walter, aussi connue sous le nom de Tanya Henderson, comme assistante défensive.